# 클라이밍땃쥐
클라이밍땃쥐(Suncus megalura)는 아열대 아프리카에 사는 땃쥐과의 포유류이다. 앙골라와 베넹, 부룬디, 카메룬, 중앙아프리카공화국, 콩고민주공화국, 코트디부아르, 에티오피아, 기니, 케냐, 라이베리아, 말라위, 모잠비크, 나이지리아, 르완다, 시에라 리온, 수단, 탄자니아, 토고, 우간다, 잠비아 그리고 짐바브웨에서 발견된다. 자연 서식지는 아열대 또는 열대 기후 지역의 습윤 저지대 숲과 습윤 산지 숲 그리고 습윤 사바나이다.